# Stadio Olimpico (Monaco di Baviera)
Lo stadio Olimpico di Monaco di Baviera (in tedesco Olympiastadion München) è l'impianto sportivo multifunzione costruito in occasione dello svolgimento a Monaco di Baviera, in Germania, dei giochi della XX Olimpiade del 1972.
Dalla sua inaugurazione e fino al 2005 fu l'impianto interno dei due grandi club professionistici cittadini, il Bayern Monaco e il Monaco 1860.
Fu tra le sedi del Mondiale di calcio 1974 e dell'Europeo di calcio 1988, di entrambi i quali ospitò la finale. In ambito di club, inoltre, vi si svolsero tre finali europee, quella della Coppa dei Campioni 1978-1979, quella della UEFA Champions League 1992-1993 e quella della UEFA Champions League 1996-1997. Ospitò anche i campionati europei di atletica leggera 2002.
Dopo l'abbandono del calcio, migrato all'Allianz Arena nel 2006, lo stadio è stato ristrutturato con una pista d'atletica in conglomerato bituminoso e un fondo di gioco in erba sintetica.
La stagione 2020-2021 è utilizzato saltuariamente dal club calcistico Türkgücü per soddisfare alcuni requisiti federali circa l'impiego in coabitazione degli impianti.

## Storia

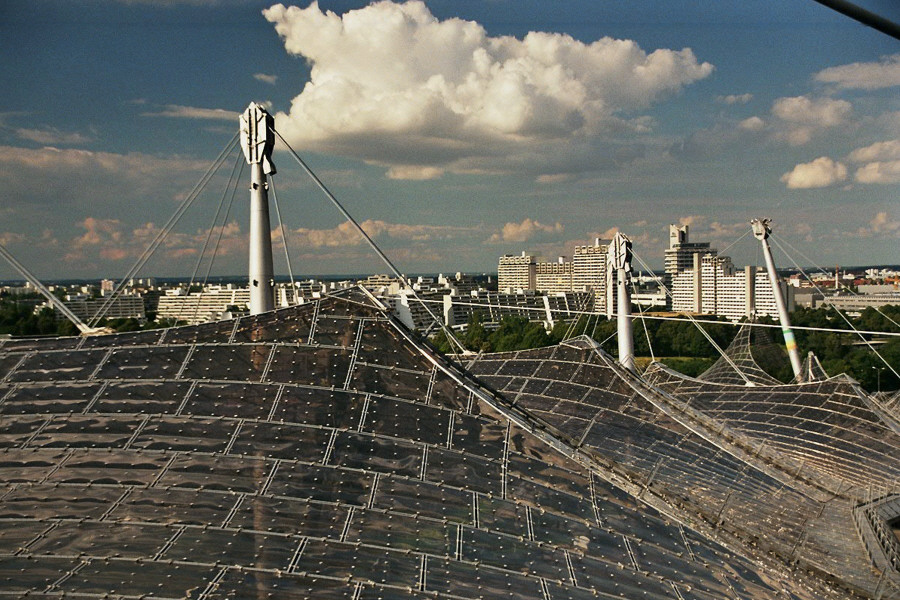
Particolare della copertura esterna

Progettato dall'architetto tedesco Günter Behnisch, lo stadio fu costruito tra il 1968 e il 1971 per essere pronto in occasione dei Giochi della XX Olimpiade previsti nel 1972 nella capitale bavarese. Il tetto è opera di Frei Otto. Con Benisch e Otto collaborò anche l'ingegnere Jörg Schlaich. L'impianto presentava alcune soluzioni tecniche innovative per l'epoca: non coprendo il tetto interamente lo stadio, esso lo lasciava esposto agli agenti atmosferici invernali ed estivi e, per far fronte al clima rigido, nel sottosuolo del terreno di gioco era stata impiantata una rete di 18 chilometri di tubi in materiale sintetico percorsi da acqua calda per mantenere il prato sgombro da neve e ghiaccio.
Lo stadio fu inaugurato il 26 maggio 1972 con un'amichevole tra Germania Ovest e Unione Sovietica terminata 4-1 davanti a circa 80.000 spettatori, con quattro goal tedeschi di Gerd Müller. L'Olympiastadion ha ospitato finali di UEFA Champions League nel 1978-79, 1992-93 e 1996-97.
Attualmente la sua capacità è stata ridotta a 70.000 posti. Lo stadio nella sua storia ha ospitato anche eventi extrasportivi, quali la beatificazione da parte di Papa Giovanni Paolo II del gesuita tedesco Rupert Mayer, avvenuta nel 1987, oltre a numerosi concerti che hanno visto protagonisti cantanti e gruppi quali i Rolling Stones, i Pink Floyd, i Bon Jovi, i Red Hot Chili Peppers, gli AC/DC, gli U2, Michael Jackson, Bruce Springsteen, i Depeche Mode e Céline Dion. 
Michael Jackson eseguì cinque concerti nello stadio: la tappa del Bad World Tour del 10 agosto 1988 registrò 72.000 spettatori. Il 27 giugno 1992, Jackson vi tiene il primo concerto del Dangerous World Tour, davanti ad una folla di 75.000 persone. Il 4 e il 6 agosto 1997, i due concerti dell'HIStory World Tour segneranno 150.000 spettatori complessivi. Il 27 giugno 1999, il concerto benefico Michael Jackson & Friends, che vede esibirsi vari cantanti, tra cui lo stesso Jackson, fa registrare 80.000 spettatori.

## Incontri internazionali di rilievo
| Arbitro: | Kurt Tschenscher |

|                |           |            |
| Deyna 47’, 68’ | Marcatori | 42’ Váradi |

| Arbitro: | Jack Taylor |

|                    |           |                                   |
| Neeskens 2’ (rig.) | Marcatori | 25’ (rig.) Breitner 43’ G. Müller |

| Arbitro: | Michel Vautrot |

|  |           |                           |
|  | Marcatori | 32’ Gullit 54’ van Basten |